# 实习大叔
《翻生求職黨》（英語：The Internship）是一部2013年上映的由肖恩·利维执导，文斯·沃恩 和Jared Stern编剧，文斯·沃恩和肖恩制片的美国喜剧剧情片。由文斯·沃恩和歐文·威爾森主演。

## 劇情
随着互联网时代来临，两个年已四旬，工作为销售员的好友忽然下岗。为了重新整顿人生方向，证明两人没有过时，他们一同面试加入了大名鼎鼎的IT公司Google，从实习生做起。他们必须在这个位置上和20岁出头的骇客精英、科技一族竞争创新并与时俱进。尽管谷歌公司没有参与这部电影的制作，但电影部分取景于美国加州山景城Google公司总部Googleplex。

## 演員

### 實習生
- 文斯·沃恩(Vince Vaughn) 飾 Billy McMahon
- 歐文·威爾森(Owen Wilson) 飾 Nick Campbell
- 麥克思·明格拉(Max Minghella) 飾 Graham Hawtrey
- 坦雅·賽卡爾(Tiya Sircar) 飾 Neha
- 狄倫·歐布萊恩(Dylan O'Brien) 飾 Stuart Twombly
- 托比特·拉斐尔(Tobit Raphael) 飾 Yo-Yo Santos

### Google員工
- 蘿絲·拜恩(Rose Byrne) 飾 Dana
- 喬許·布雷納(Josh Brener) 飾 Lyle
- 阿西夫·曼迪維（Aasif Mandvi）飾 Mr. Roger Chetty

### 其他
- 約翰·古德曼(John Goodman) 飾 Sammy Boscoe（未掛名）
- 瓦林·霍爾(Valyn Hall) 飾 Waitress with Pappy
- 雀絲提·巴列斯特羅斯(Chasty Ballesteros) 飾 Exotic Dancer #1
- 朵莉絲·莫爾加(Doris Morgado) 飾 Dry Cleaner
- 安娜·恩格(Anna Enger) 飾 Eleanor
- 喬安娜·加西亞(JoAnna Garcia Swisher) 飾 Megan
- 威爾·法洛(Will Ferrell) 飾 Kevin（未掛名）
- 謝爾蓋·布林(Sergey Brin) 飾 自己（客串演出）